# Daniel Alegre
Daniel Alegre Rodrigo (Escalante, Cantabria, 1897 - 1949, Santander) fue un escultor español. Introdujo cierta modernidad en la escultura española y especialmente en la cántabra.
Estuvo en Barcelona y en París, donde participó en la Société des Artistes Indépendants (conocida como Salón de los Independientes), tras lo cual regresó a Cantabria debido al estallido de la Primera Guerra Mundial. De París adquirió la influencia idealista de Rodin, de quien fue discípulo, añadiendo un sesgo novecentista e ideando obras de temática historicista. Así mismo, estudió con Mariano Benlliure, Victorio Macho y José Villalobos. Realizó el monumento a José María Pereda en Santander.[cita requerida]